# Găiești
Găiești (węg. Göcs) – wieś w Rumunii, w okręgu Marusza, w gminie Acățari. W 2011 roku liczyła 427 mieszkańców.